# Guilherme Dias
Guilherme Gomes Dias (Vitória, Espírito Santo, 4 de janeiro de 1961) é um economista graduado pela Universidade Federal do Espírito Santo (UFES), com Mestrado em Economia Industrial  e Doutorado em Políticas Públicas, Estratégias e Desenvolvimento, ambos no Instituto de Economia da Universidade Federal do Rio de Janeiro (UFRJ), onde também atuou como Professor de Macroeconomia e Finanças Públicas.
Economista licenciado do Banco Nacional de Desenvolvimento Econômico e Social (BNDES), onde exerceu várias funções executivas, inclusive Superintendente da Área Financeira e Internacional.
No município de Vitória, já atuou como Secretário de Planejamento, de 1993 a 1996, e Secretário de Economia e Finanças, entre 1997 e 1998.
Coordenou por oito anos o Grupo Executivo para a Recuperação Econômica do Espírito Santo (Geres), e foi Diretor de Planejamento e Finanças do Banco de Desenvolvimento do Estado (Bandes).
No âmbito federal, foi secretário-executivo e  ministro do Planejamento, Orçamento e Gestão durante o 2º mandato do Presidente Fernando Henrique Cardoso. Entre outras iniciativas para a modernização do setor público, atuou na aprovação e implementação da Lei de Responsabilidade Fiscal (LRF) e da Lei do Pregão para compras governamentais. Também foi conselheiro da Petrobras, Eletrobrás, Caixa, entre outras empresas.
No período entre 2003 e 2006 foi secretário de Economia e Planejamento do Estado do Espírito Santo, tendo coordenado a elaboração do Plano de Desenvolvimento ES 2025.
Posteriormente, assumiu a Secretaria de Estado de Desenvolvimento entre 2007 e 2009.
De 28 de maio de 2013 a 30 de janeiro de 2017, exerceu a função de Diretor-Presidente no Banco do Estado do Espírito Santo (BANESTES).